# DSA-465
La DSA-465 es una carretera perteneciente a la Red Secundaria de la Diputación Provincial de Salamanca que une la carretera  DSA-464  y la localidad de La Redonda.

## Origen y Destino
La carretera  DSA-465  tiene su origen en Lumbrales en la intersección con la carretera  DSA-464 , y termina en el casco urbano de La Redonda, formando parte de la Red de carreteras de Salamanca.